# فريدريك ريتشارد بيتري

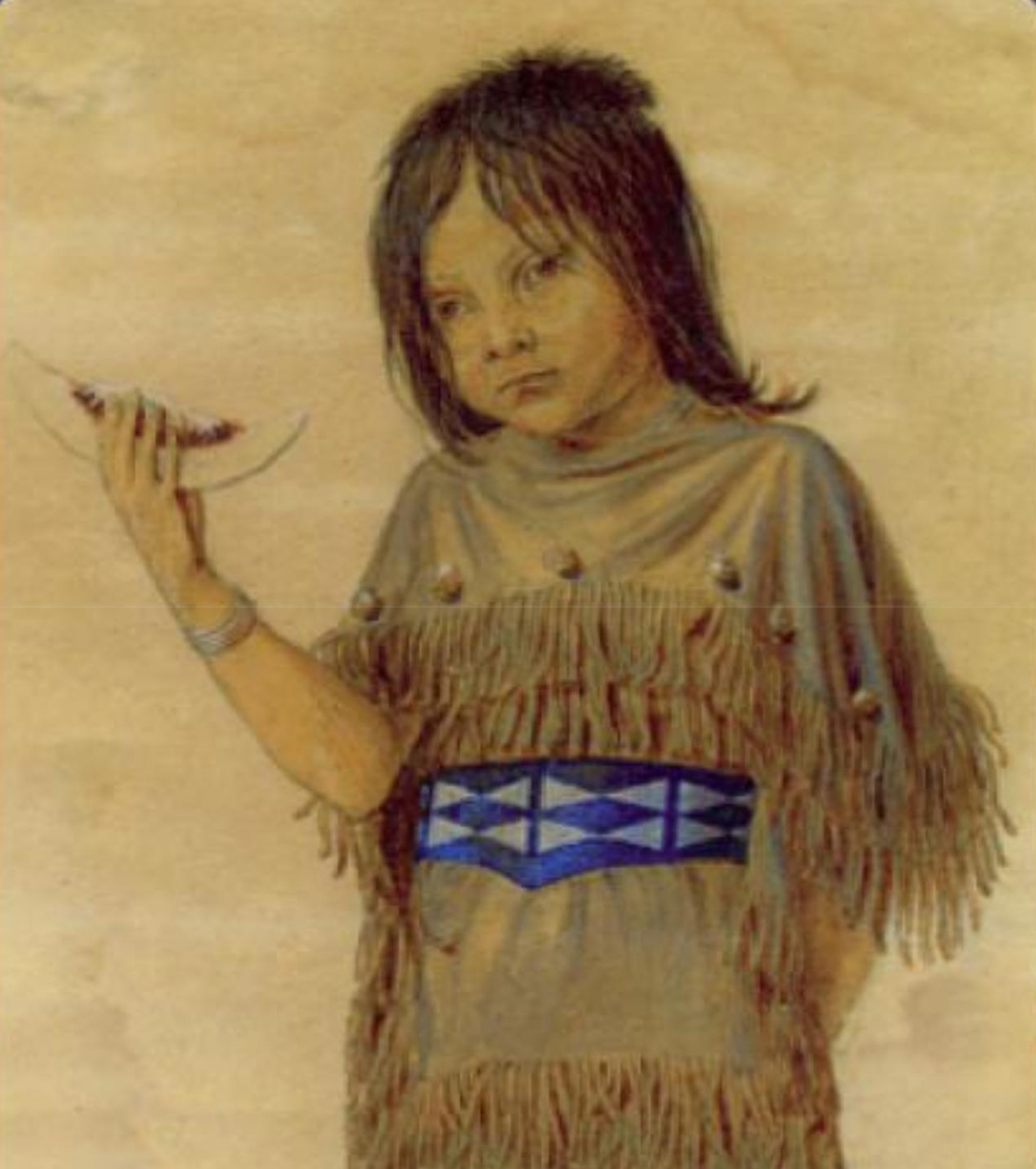
فتاة من سكان أمريكا الأصليين تحمل بطيخ

فريدريك ريتشارد بيتري (بالإنجليزية: Friedrich Richard Petri؛ بالألمانية: Friedrich Richard Petri) هو رسام ألماني وأمريكي، ولد في 31 يوليو 1824 في درسدن في ألمانيا، وتوفي في 1857 في Pedernales, Texas ‏ في الولايات المتحدة.